# Aéroport de Liên Khuong
L'aéroport de Liên Khuong (code IATA : DLI • code OACI : VVDL) est un aéroport civil implanté dans le district de Đức Trọng, province de Lâm Đồng, au Viêt Nam. Il est situé à environ 30 km au sud de Da Lat. Il peut accueillir des avions de transport régional type Fokker F70 ou ATR 72, et des petits jets du type Airbus A320.
Un nouveau terminal d'une capacité de 2 millions de passagers par an, a été inauguré en 2009, en vue d'une ouverture au trafic international en 2010.

## Histoire
En 1933, durant la colonisation française de l'Indochine, un premier aérodrome a été construit par les Français. Cet aérodrome comportait une piste en terre de 700 m.
Cet aérodrome a été réaménagé une première fois par l'armée américaine entre 1956 et 1960. À cette occasion, un terminal passager, d'une capacité de 50 000 voyageurs par an, et inspiré de l'architecture française a été construit..
Durant la période 1964-1972, la piste, les soubassements et les taxiways ont été améliorés et renforcés, et un revêtement d'asphalte a été posé. À la suite de ces travaux, la piste avait alors les dimensions suivantes : 1 480 m de long et 37 m de large, et la surface totale de l'aéroport a été portée à 23 100 m2[réf. nécessaire].
Du 30 avril 1975 à 1980, l'aéroport est contrôlé par l'armée populaire vietnamienne. Pendant cette période, l'aéroport est principalement utilisé par les fonctionnaires et les dirigeants d'entreprise gouvernementale résidant dans la province de Lâm Đồng lors du « nouveau mouvement économique ». 
Entre 1981 et 1985, un Antonov A-40 a effectué une liaison hebdomadaire régulière avec Hô Chi Minh-Ville. Cette liaison a été suspendue en 1985 à cause d'un trafic trop faible.[réf. nécessaire]
En 1992, cette liaison a été rétablie, et une autre liaison Hué - Lien Khuong a été créée. Celle-ci a été suspendue. [Quand ?][réf. nécessaire]
Depuis octobre 2004, Une liaison hebdomadaire est assurée par Fokker F70 avec l'aéroport international de Nội Bài. 
Depuis décembre 2009, la liaison vers Hô Chi Minh-Ville est maintenant bi-quotidienne, tandis que celle vers Hanoï est devenue quotidienne.

## Situation

### Carte des aéroports du Viêtnam
| Vân Đồn (2018) Thọ Xuân Chu Lai Liên Khuong Đà Nẵng Hải Phòng Cat Bi Hanoï Saïgon Nha Trang Phú Quốc Vinh Buôn Ma Thuôt Cà Mau Côn Đảo Đồng Hới Pleiku Phù Cát Phú Bài Rach Gia Nà Sản Đông Tác Vũng Tàu Cần Thơ Diên Biên Phu Quảng Trị |

## Compagnies et destinations
| Compagnies       | Destinations                                                                                             |
| ---------------- | --- |
| AirAsia          | Kuala Lumpur                                                                                             |
| Bamboo Airways   | Đà Nẵng, Hanoï-Nội Bài, Vinh                                                                             |
| Jetstar Pacific  | Hanoï-Nội Bài, Hô Chi Minh Ville (Tân Sơn Nhất), Phú Bài                                                 |
| Korean Air       | Séoul-Incheon                                                                                            |
| Qingdao Airlines | Lanzhou                                                                                                  |
| Thai Vietjet Air | Bangkok-Suvarnabhumi                                                                                     |
| VietJet Air      | Cần Thơ, Đà Nẵng, Hải Phòng-Cat Bi, Hanoï-Nội Bài, Hô Chi Minh Ville (Tân Sơn Nhất), Séoul-Incheon, Vinh |
| Vietnam Airlines | Đà Nẵng, Hải Phòng-Cat Bi, Hanoï-Nội Bài, Hô Chi Minh Ville (Tân Sơn Nhất), Vinh                         |

Édité le 19/06/2020

## Planification
Le 9 août 2006, la Southern Airports Authority a dévoilé le plan 2015-2025 du ministère des transports vietnamien. Selon cette planification, l'aéroport de Liên Khương sera élargi pour satisfaire aux conditions du standard 4D de l'OACI.
En 2015, cet aéroport devrait être capable d’accueillir simultanément 4 avions d'envergure moyenne (ATR 72, Fokker 70 ou Fokker 100, Airbus A320, Airbus A321), avec un débit de 800 passagers par heure, et une capacité d'environ 1 million de passagers par année. En 2025, il est prévu de porter cette capacité à 7 avions d'envergure moyenne, 1 300 passagers par heure et 2,5 millions de passagers par année.